# Jason Lavigilante
Jason Olivier Lavigilante (* 12. August 1991 in Vacoas-Phoenix) ist ein mauritischer Amateurboxer und Olympiateilnehmer von 2012 im Fliegengewicht.

## Boxkarriere
Lavigilante gewann 2009 die Silbermedaille bei den Afrikanischen Meisterschaften, wobei ihm unter anderem ein Sieg gegen Oteng Oteng gelang, während er im Finale gegen Manyo Plange ausschied. 2010 gewann er die Ostafrikanischen Meisterschaften und die Silbermedaille bei den Commonwealth Meisterschaften. Er war dabei erst im Finale gegen Suranjoy Singh unterlegen.
2012 gewann er den Afrikanischen Nationencup in Botswana und nahm anschließend an den Olympischen Spielen 2012 in London teil, wo er jedoch im ersten Duell gegen Micah Duke (14:18) ausschied.